# NGC 2387
NGC 2387 је спирална галаксија у сазвежђу Кочијаш која се налази на NGC листи објеката дубоког неба.
Деклинација објекта је + 36° 52' 47" а ректасцензија 7h 28m 57,9s. Привидна величина (магнитуда) објекта NGC 2387 износи 14,5 а фотографска магнитуда 15,3. NGC 2387 је још познат и под ознакама CGCG 177-23, PGC 21105.